# Dioctria hohlbecki
Dioctria hohlbecki är en tvåvingeart som beskrevs av Pavel Lehr 1965. Dioctria hohlbecki ingår i släktet Dioctria och familjen rovflugor. Inga underarter finns listade i Catalogue of Life.